# 照子女王
照子女王（てるこじょおう、寛永2年（1625年） - 宝永4年2月26日（1707年3月29日））は、江戸時代前期から中期の女性。伏見宮貞清親王の王女で、紀州藩第2代藩主・徳川光貞の正室（御簾中）。幼称は安宮（やすのみや）。院号は天真院（てんしんいん）。妹に江戸幕府4代将軍・徳川家綱の正室である顕子女王、姪に8代将軍・徳川吉宗の正室である理子女王がいる。

## 生涯
伏見宮貞清親王の娘として京都で生まれた。明暦3年（1657年）、徳川御三家の一つである紀州家の2代藩主・徳川光貞と縁組。同年11月に和歌山城へ入り、婚礼の式を挙げた。これ以後紀州家では、5代・吉宗（後の江戸幕府8代将軍）、7代・宗将、14代・茂承の正室を伏見宮家から迎えているが、和歌山城で婚礼を挙げたのは照子女王だけである。
この光貞との婚姻の経緯には、照子女王の妹であり4代将軍・徳川家綱の御台所である顕子女王付きの上臈御年寄・飛鳥井局が、いまだ定まる縁のない御台所の姉を心配して、家綱付きの御年寄である矢島局を通して家綱に言上し、光貞との縁組を勧めたという説がある。しかし一方では、顕子女王と家綱との縁組にも関わっていた東福門院の意向であったという説もある。
婚礼の後は、和歌山城から江戸赤坂の紀州藩邸へと住まいを移し、以後は御簾中様と称されたが、光貞との間に子供は出来なかった。
宝永2年（1705年）、光貞が没すると落飾して「天真院」と号した。光貞逝去からわずか2年後の同4年（1707年）2月26日に83歳で没した。墓所は報恩寺と池上本門寺にある。
大田区池上にある妙教山法養寺には、寛文3年（1663年）に照子女王が寄進した釈迦涅槃図繍仏（縫物師・戸塚七兵衛の作）が存在する。

## 登場作品
テレビドラマ
- 八代将軍吉宗（NHK大河ドラマ、1995年、演：藤村志保）
- 徳川風雲録 八代将軍吉宗（テレビ東京、2008年、演：多岐川裕美）[6]